# Irena Michalcová
Irena Michalcová (* 1964 Praha) je česká politička, bývalá ředitelka Mateřské školy Trojlístek, od října 2018 zastupitelka a od dubna 2019 starostka městské části Praha 4, bývalá členka SNK ED a ODS, nyní členka hnutí ANO 2011.

## Život
Vystudovala střední pedagogickou školu v oboru učitelství v mateřské škole. Následně tři roky studovala Pedagogickou fakultu Univerzity Karlovy v Praze, ale studium předčasně ukončila.
V oboru předškolního vzdělávání působí přes třicet let. Začínala jako učitelka mateřské školy. Naposledy byla ředitelkou v MŠ Trojlístek, která vznikla sloučením tří mateřských škol v Praze 4.
Má ráda divadlo, návštěvy koncertů a výstav. Sportuje, zejména pak lyžuje a plave.
Irena Michalcová žije v Praze, trvalé bydliště má na území městské části Praha 4. Má dceru.

## Politické působení
Ve volbách do Poslanecké sněmovny PČR v roce 2006 kandidovala v hlavním městě Praze jako členka SNK ED, ale neuspěla.
V komunálních volbách v roce 2006 kandidovala jako nestraník za stranu Volba pro město (VPM) do Zastupitelstva hlavního města Prahy a do Zastupitelstva městské části Praha 11, ale neuspěla. Ve volbách v roce 2010 kandidovala jako členka ODS do Zastupitelstva městské části Praha 4, ale opět neuspěla.
Později se stala členkou hnutí ANO 2011 a roce 2018 též předsedkyní oblastní organizace hnutí na Praze 4. V komunálních volbách v roce 2018 byla zvolena zastupitelkou městské části Praha 4, když jako členka hnutí ANO 2011 vedla tamní kandidátku. Působila ve funkci předsedkyně Komise pro výchovu a vzdělávání. V dubnu 2019 byla zvolena starostkou městské části, předtím byl z funkce odvolán její předchůdce Petr Štěpánek.
Opozice v zastupitelstvu městské části ji opakovaně obvinila z údajného neoprávněného užívání titulu a z toho, že prý nežije v Praze 4. Michalcová oboje opakovaně odmítla.